# خدیجه ربیعی
خدیجه ربیعی فرادُنبه، نمایندهٔ حوزهٔ انتخابی بروجن در دوره دهم مجلس شورای اسلامی بود. او نخستین و تنها نمایندهٔ زنِ مجلس از استان چهارمحال و بختیاری و شهرستان بروجن بود. وی با کسب ۲۲٬۲۷۵ رأی از مجموع ۴۱٬۲۵۳ رأی، معادلِ ۵۳٫۹۹٪ درصد آرا در دور دوم انتخابات، به مجلس راه یافت. او عضو کمیسیون اجتماعی مجلس بود.